# Geotrupes baicalicus
Geotrupes baicalicus är en skalbaggsart som beskrevs av Edmund Reitter 1893. Geotrupes baicalicus ingår i släktet Geotrupes och familjen tordyvlar. Inga underarter finns listade i Catalogue of Life.